# 天地阴阳交欢大乐赋
《天地陰陽交歡大樂賦》是一本由唐代文學家白行简編撰的性學書籍。

## 版本
現存版本之一原處敦煌鸣沙山石窟之中，並於19世纪末被考古学家兼汉学家伯希和发现後带回巴黎，现藏巴黎法国国立图书馆，編號為敦煌写卷P2539号。端方曾花費大量資金為其拍摄製作副本。
1907年，叶德辉校订《天地阴阳交欢大乐赋》，列为《双梅影闇丛书》第五种，並於1914年刻印成书。
1913年，考古学家罗振玉曾出版柯罗板版本。
沈雁冰（即茅盾）在《中國文學內的性慾描寫》一文中疑其為托名之偽作，但無法找到確切證據。
1951年，荷兰大使馆参赞高罗佩将之重新校订，收入《秘戏图考》卷二《秘书十种》。高罗佩将“大乐赋”中15段逐段解释，他对全文的评语为：“这篇文章文风优美，提供许多关于唐代的生活习惯的材料。”；同一年，《秘戏图考》（英文標題：Erotic Color Prints of the Ming Period, with An Essay on Chinese Sex Life from the Han to the Ch'ing Dynasty, B.C 206-A.D 1644）在日本东京出板。